# Museo Patio Herreriano de Arte Contemporáneo Español
El Museo Patio Herreriano de Arte Contemporáneo Español inaugurado en 2002, es un centro de arte de la ciudad de Valladolid (comunidad autónoma de Castilla y León, España) que expone una importante suma de obras de estilo contemporáneo español, procedentes de varias colecciones privadas y que cubren el periodo entre 1918 y la actualidad.

## El Museo y su colección

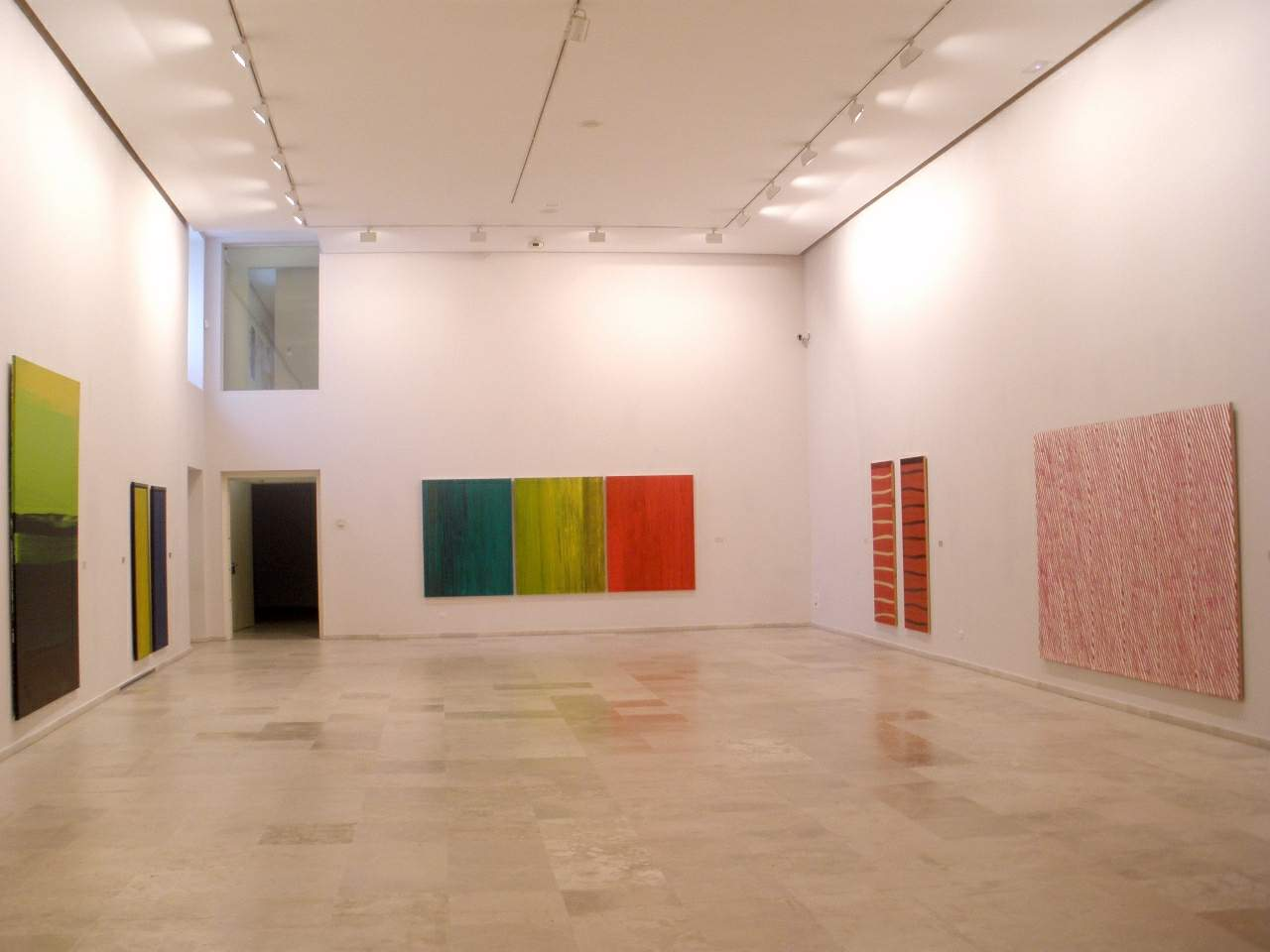
Interior del museo

Las obras proceden de colecciones privadas, pertenecientes a varias empresas y englobadas bajo el nombre de Colección de Arte Contemporáneo. Las empresas socias son: Accenture, Actividades de construcción y Servicios, Aon Gil y Carvajal, Banco Bilbao Vizcaya Argentaria, Banco Popular Español, Bodegas Vega Sicilia, Carlos Entrena Palomero, Cartera Industrial REA; Ebro Foods, Fernando de la Cámara García, Gas Natural Fenosa, Grupo La Toja, Hullera Vasco Leonesa, Lignitos de Meirama, Navarro Generación, Pedro Navarro Martínez, Petrus Grupo inmobiliario, S.G.L. Carbón, Técnicas Reunidas, Unión Fenosa y Zara. 
La colección, que nació en 1987, consta de 903 obras con las que se presenta una visión del arte contemporáneo español desde el año 1918 hasta nuestros días. Entre sus piezas destaca la aportación del Fondo de Ángel Ferrant, compuesto por 34 esculturas y 406 dibujos y con un legado de más de 35.000 documentos. También alberga una representación de artistas como Maruja Mallo, Joan Miró, Salvador Dalí, Óscar Domínguez, Joaquín Torres García, Leandre Cristòfol, José Guerrero, Manolo Millares, Pablo Serrano, Jorge Oteiza, Eduardo Chillida, Adolfo Schlosser, Eusebio Sempere, Antonio Saura, Antoni Tàpies, Equipo Crónica, Manolo Valdés, Eduardo Arroyo, Bonifacio Alfonso, Chema Cobo, Guillermo Pérez Villalta, Alberto García Alix, Esteban Vicente, Hernández Pijuán, Ignasi Aballí, Juan Uslé, Nico Munuera, Marina Núñez o Dora García.
El museo surgió gracias al citado fondo artístico, de origen privado, y al apoyo del Ayuntamiento de Valladolid; fue inaugurado el 4 de junio de 2002. Pocos años después, en 2005, acogió la donación del archivo de la Galería Buades de Madrid. Así, cuenta con un Centro de Documentación y Biblioteca, un espacio destinado para diferentes actos y un restaurante ubicado junto a la plaza de acceso, que está presidida por un pequeño jardín y un estanque artificial.
La riqueza y calidad del repertorio reunido explican que este centro participe como prestador en múltiples exposiciones. Especialmente reseñable es la celebrada en 2016-17 en el Meadows Museum de Dallas, con una selección de casi cien obras .

## Sede del museo

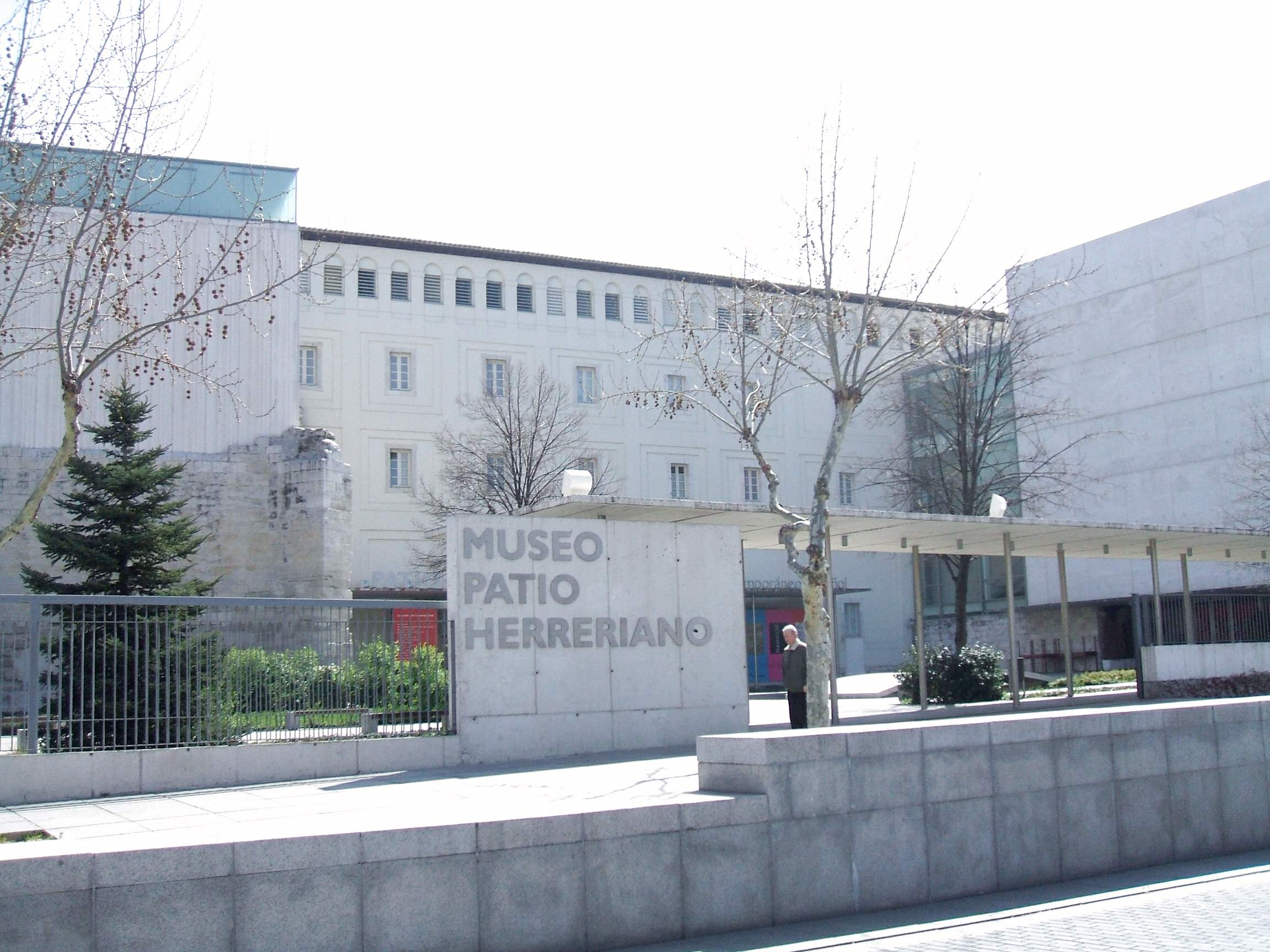
Entrada del museo

El museo se ubica en uno de los claustros del antiguo Monasterio de San Benito el Real, concretamente en el conocido como Patio Herreriano que comenzó a construirse en el siglo XIV. El claustro fue realizado por el arquitecto Juan de Ribero Rada de finales del siglo XVI siguiendo los modelos herrerianos que se habían plasmado ya en la ciudad con el proyecto de la catedral de la Asunción de Valladolid y también con influencias del arquitecto italiano Palladio. Dentro de este espacio destacan la Capilla de los Condes de Fuensaldaña y la Sala Gil de Hontañon, de esta última se ha podido rescatar parte de una pintura mural.
El mal estado de conservación del Patio Herreriano y sus capillas adyacentes hicieron obligatorio someterlo a una importante restauración y reconstrucción. Los arquitectos del proyecto de rehabilitación, que ha estado dirigido por Juan Carlos Arnuncio, Clara Aizpun y Javier Blanco, han diseñado una organización que conjuga a la perfección la parte histórica con las trazas de nueva factura. El proyecto estuvo nominado al Premio Mies Van der Rohe en 2003.

## Polémica

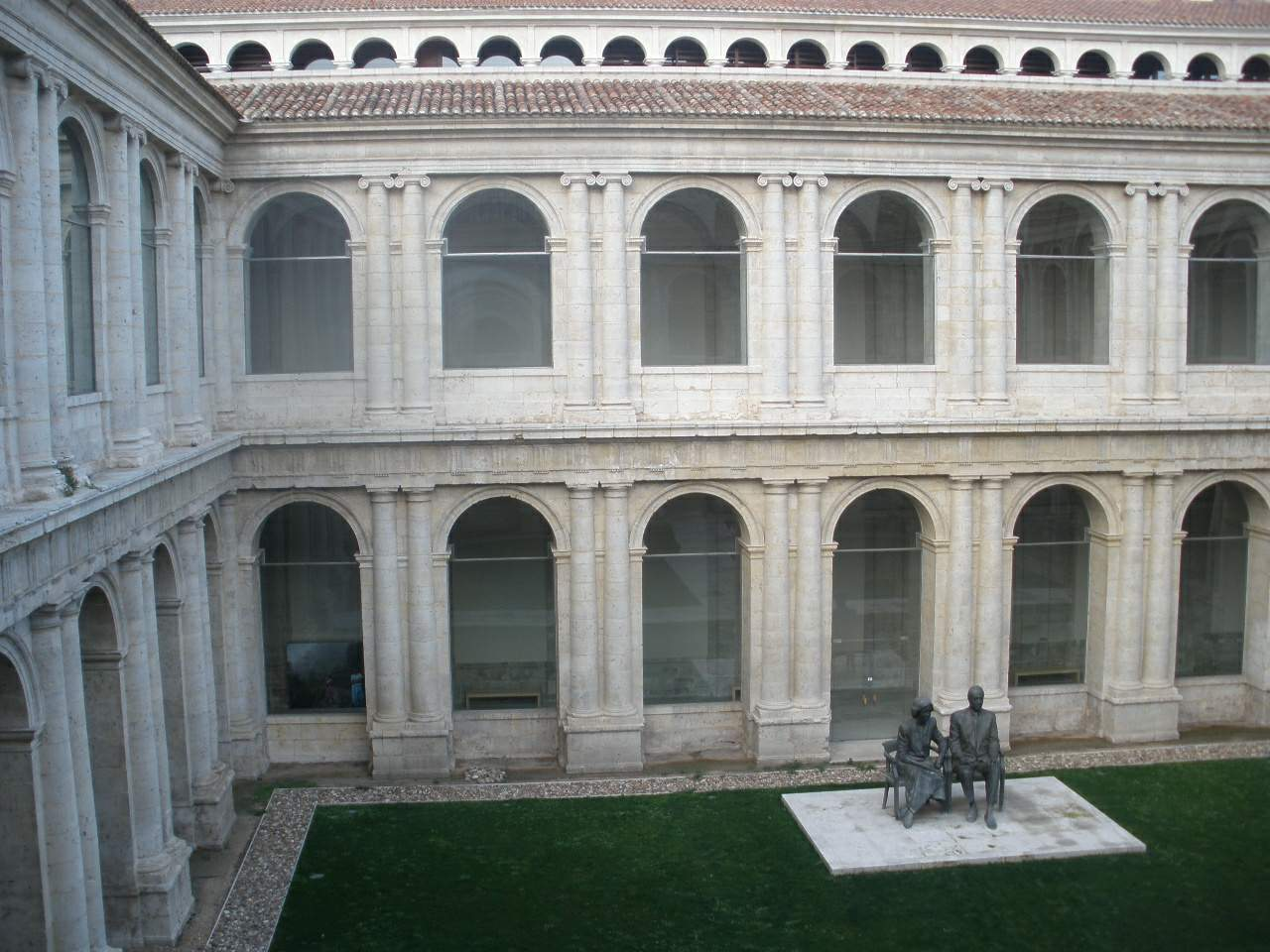
Patio interior del museo

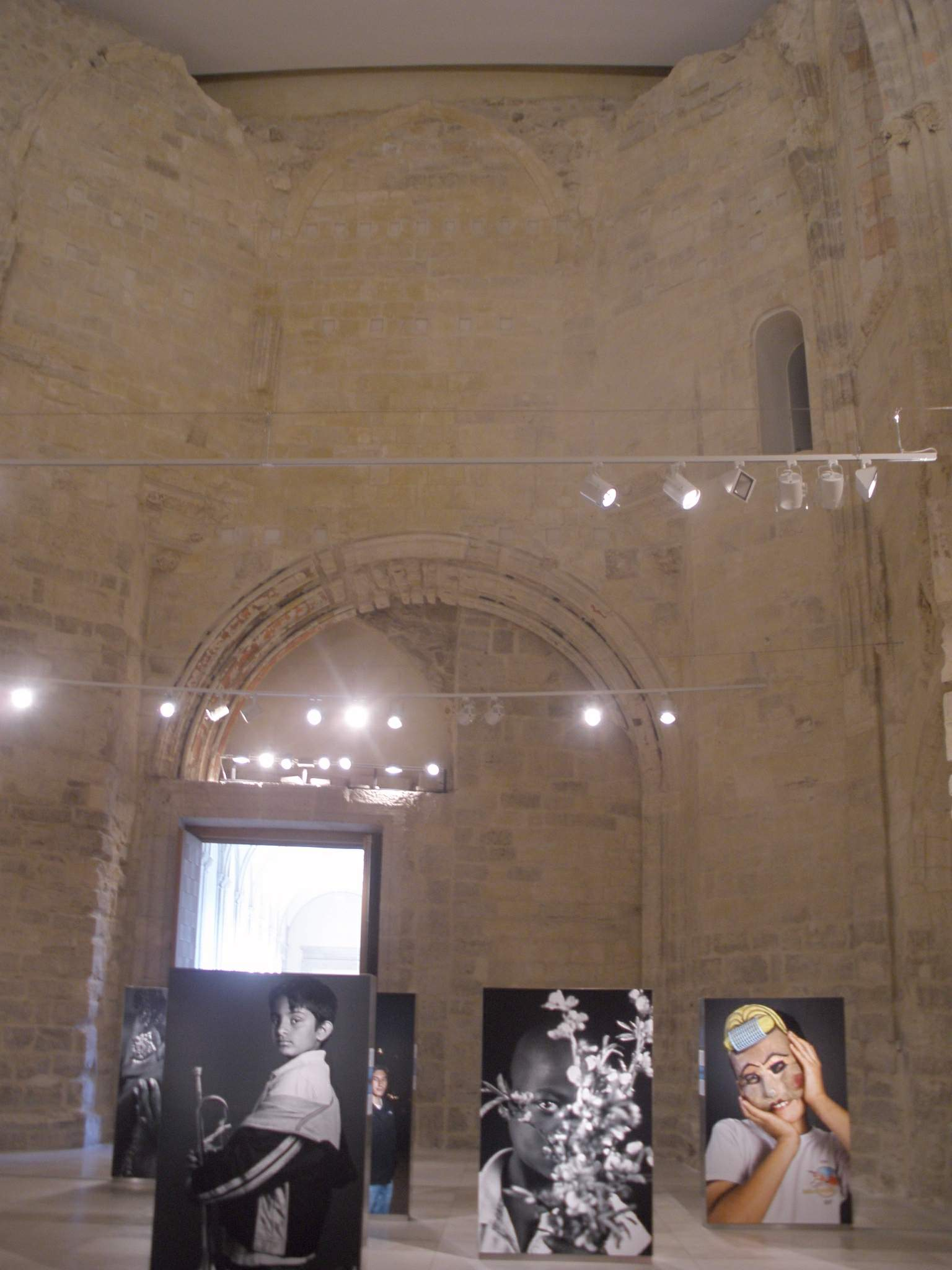
Exposición artística en el museo

La vida del Museo no ha estado exenta de polémica. Acusado en numerosas ocasiones de actuar de espaldas a la ciudadanía y los artistas locales; así como de privatizar espacios como la biblioteca o el claustro, o de despidos e infructuosa competitividad con otros museos de la región; lo cierto es que los numerosos recortes presupuestarios y las direcciones que ha tenido se han sucedido atropelladamente con diversas dimisiones y ceses hasta permanecer más de 2 años sin dirección. Fontaneda, que fue nombrada tras la abrupta dimisión de su predecesora por desavenencias con el edil del PP; fue cesada coincidiendo con la llegada del PSOE al gobierno municipal y con un proyecto de la Concejalía de Cultura personalizada en Ana Redondo, de reformular el área de cultura tras la salida de la alcaldía de Javier León de la Riva, del PP.
Si hasta entonces el museo había sido gestionado a través de su propia fundación -la Fundación Patio Herreriano- igual que el resto de entidades culturales de la ciudad, en 2018 pasó a hacerlo a través de la Fundación Municipal de Cultura, ya existente, que congregó a las anteriores. Durante el período de reestructuración fue una gestora municipal, indefinida y anónima, la que se hizo cargo de la dirección del museo. Durante este período fueron suprimidas las áreas educativa y de restauración del Museo que anteriormente había contado con sus propias trabajadoras; al mismo tiempo que se programaban exposiciones comerciales en detrimento de la producción propia que prácticamente desapareció.
Finalmente y tras un lento proceso de concurso público -el primero para el Museo-, fue Javier Hontoria quien tomó el relevo.
Un año más tarde, el Ayuntamiento recibió la invitación a participar en la celebración del aniversario de la Declaración Universal de los Derechos Humanos, a la que se sumó una propuesta de la Fundación Gabarrón de participar en un formato de exposición que recalaría en el Patio Herreriano. La exposición, comisariada por Miguel Ángel Zalama, catedrático de Historia del Arte de la Universidad de Valladolid; se centra en la figura de Gabarrón, conocido y criticado creador que desarrolló una parte de su carrera vinculado a Valladolid. Dicha exposición, fuera del programa del director elegido por concurso, de la que él se desvincula y que obligó a retirar una exposición de la artista Eva Lootz antes de tiempo, desató la crítica ciudadana local y nacional quien acusó al ayuntamiento de injerencia política antidemocrática.
| Dirección                  | Procedencia                                   | Año de inicio | Año de fin | Causas   |
| -------------------------- | --------------------------------------------- | ------------- | ---------- | -------- |
| María Jesús Abad           | Directora de la Colección                     | 2002          | 2004       | Dimisión |
| Teresa Velázquez           | Agencia Española de Cooperación Internacional | 2004          | 2006       | Dimisión |
| Cristina Fontaneda Berthet | Coordinadora de Colección y Exposiciones      | 2006          | 2016       | Cese     |
| Comisión gestora           |                                               | 2016          | 2019       |          |
| Javier Hontoria            | Comisario y crítico de El Cultural            | 2019          | -          |          |

## Medios de transporte

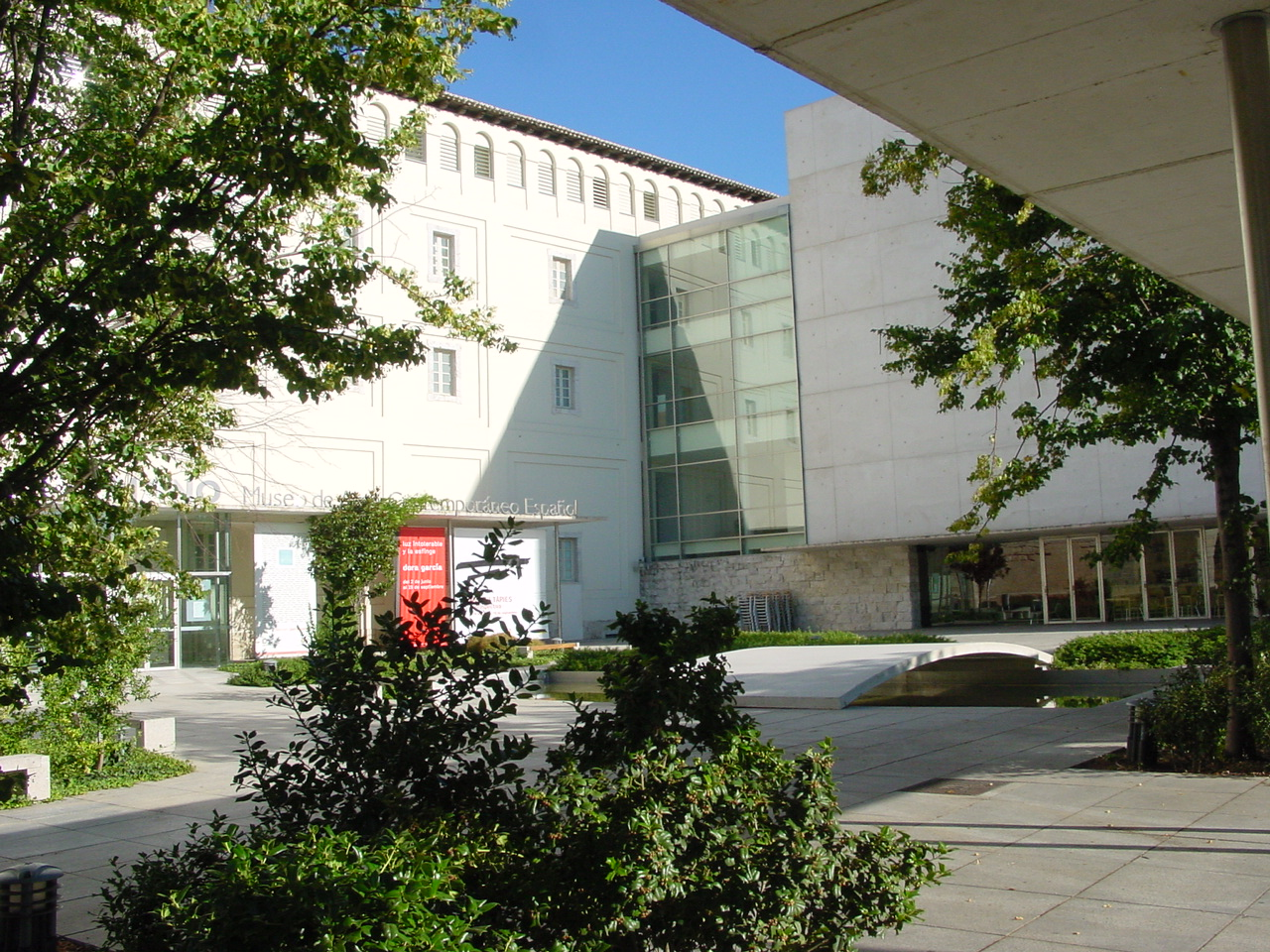
Vista exterior del museo

### Líneas de autobuses
- Líneas: 1, 2, 3, 6, 8, 11, 18

### Ferrocarril
- A través de la Estación de Campo Grande de RENFE (también conocida como Estación del Norte), Valladolid queda conectada con diversas localidades de la provincia y de Castilla y León y también con el resto de España, con trenes regulares, entre otros destinos, a Madrid, Barcelona, Santander, Zaragoza, etc.

### Aeropuerto
- El Aeropuerto Internacional de Valladolid está situado a 10 km de Valladolid, en el término municipal de Villanubla.

### Aparcamientos
- Muy cerca del museo se encuentran tres aparcamientos privados: Plaza Mayor, Plaza del Poniente y Paseo de Isabel la Católica.